# Sigrídur Bachmann
Sigrídur Bachmann (* 30. August 1901 in Harrastadír, Island; † 10. August 1990 in Reykjavík, Island) war eine isländische Krankenschwester.

## Herkunft und Leben
Sigrídur Bachmann wurde am 30. August 1901 als Tochter von Gudrun Gudmundsdottir und Gudjon Bachmann geboren. Nach der allgemeinbildenden Schule besuchte sie zunächst eine Hauswirtschaftsschule, bevor sie nach London ging und eine Ausbildung als Krankenschwester an der dortigen Universität abschloss. Am Bedford College besuchte Sigrídur Bachmann noch Fortbildungskurse in Gesundheitserziehung und Pflegeausbildung, ehe sie 1929 nach Island zurückkehrte. Dort arbeitete sie bis 1931 für das Rote Kreuz in Akureyri vorwiegend in der ambulanten Pflege. In den folgenden Jahren unterrichtete sie im ganzen Land Erste Hilfe für Laien und häusliche Krankenpflege. Ihre Unterrichtstätigkeit wurde durch eine zehnmonatige Studienreise in die USA (1935) unterbrochen, in der Sigrídur Bachmann sich über die öffentliche Gesundheitsvorsorge und die Leitung von Pflegeschulen informierte. 1941 wurde Sigrídur Bachmann von Kirstin Thoroddsen an die einzige Pflegeschule Islands in Reykjavík berufen. Im Jahr 1948 übernahm sie von ihrer Vorgängerin die Leitung der Schule. Von 1954 bis 1968 war Sigrídur Bachmann die Direktorin des Universitätsklinikums, an das die Pflegeschule angeschlossen war. Sigrídur Bachmann starb am 10. August 1990 in Reykjavík.
Die Krankenpflegeschule wurde 1986 geschlossen, als das Pflegestudium zum Bachelor of Science in Nursing auf Empfehlung der Weltgesundheitsorganisation für alle isländischen Pflegekräfte zunächst als Modellstudiengang eingeführt wurde. Es erfolgte der Ausbau zu einer pflegewissenschaftlichen Fakultät an der Universität Islands in Reykjavík. Die deutsch-isländische Pflegewissenschaftlerin Marga Ingeborg Thome (* 1942) wurde vom Jahr 2000 bis zum Jahr 2003 erste Dekanin dieser pflegewissenschaftlichen Fakultät. Ein Portraitfoto von Sigriður Bachmann hängt bis heute im Eingang des Gebäudes der ehemaligen Pflegeschule, das 1986 von der Universität Islands übernommen wurde. Auch gibt es ein Gemälde von ihr im Aufenthaltsraum.

## Auszeichnungen
- 1949 Ehrenmitgliedschaft des Isländischen Roten Kreuzes
- 1958 Florence-Nightingale-Medaille des Internationalen Komitee vom Roten Kreuz[2]
- 1981 Ehrenmitgliedschaft der Islandic Nurses Association. Isländisch: Félag íslenskra hjúkrunarkvenna, später Félag íslenskra hjúkrunarfræðinga.